# Cessetani

Locatie van het pre-Romeinse volk ‘Cessetani’ op het Iberisch schiereiland.

De Cessetani waren een oud Iberisch, pre-Romeins volk dat op het Iberisch schiereiland woonde (het Romeinse Hispania). Waarschijnlijk spraken ze een Iberische taal. Hun territorium reikte langs de kust tussen Coll de Balaguer en de Massís del Garraf, en werd in het westen begrensd door het Prades gebergte.
Een van de voornaamste steden van de Cessetani was Tarraco, het huidige Tarragona. De stad werd in 218 v.Chr. door Gnaeus Cornelius Scipio veroverd na de slag bij Cissa.
De Cessetani sloegen hun eigen munten, waar alleen de naam van hun voorname stad, kese op stond. Er zijn exemplaren bekend waar de inscriptie kesesken op stond, in noordoostelijk Iberisch schrift, dat volgens de Iberische taal zoiets al seen zelfreferentie naar de etnische naam van het volk was: ‘van de Cessetani’ of ‘van diegenen uit Kese.